# (19139) Apian
(19139) Apian (1989 GJ8) – planetoida z pasa głównego asteroid okrążająca Słońce w ciągu 4,16 lat w średniej odległości 2,59 j.a. Odkryta 6 kwietnia 1989 roku.